# Nobuyoshi Mutō
Nobuyoshi Mutō (武藤 信義 Mutō Nobuyoshi?,  15 de julio de 1868 – 27 de julio de 1933) fue un militar japonés, que llegó a ser varias veces comandante del Ejército de Kwantung y uno de los primeros embajadores ante Manchukuo.

## Biografía
Nacido en 1868, en seno de una familia de antiguos samuráis al servicio del clan Saga, realizó sus estudios en la Academia del Ejército Imperial Japonés —licenciándose en 1892— y posteriormente amplió sus estudios en la Escuela de Guerra del Ejército. Llegó a tomar parte en la Primera guerra sino-japonesa, entre 1894 y 1895, como teniente de infantería.
Tras la contienda fue enviado como agregado militar al Imperio Ruso, estando destinado durante algún tiempo en Vladivostok y Odessa. Llegó a hablar el ruso con fluidez, algo que se revelaría muy útil durante su participación en la Guerra Ruso-Japonesa. Entre 1906 y 1908 fue agregado militar en la embajada japonesa en San Petersburgo —entonces capital rusa—, regresando después a Japón. Allí estuvo durante algún tiempo destinado en la Guardia Imperial. Posteriormente, en 1921 fue nombrado comandante de la 3.ª División y enviado a Rusia durante llamada Intervención de Siberia. Tras haber sido 2.º Jefe del Estado Mayor General en Tokio, en 1926 fue nombrado comandante del Ejército de Kwantung. Cesó en 1927.
En 1932 el emperador Hirohito le volvió a nombrar comandante del Ejército de Kwantung, además de embajador ante Manchukuo con carácter extraordinario y pleniponteciario. En ejercicio de este cargo, el 15 de septiembre de 1932 firmó por parte nipona el Protocolo Japón-Manchukuo. Además, también fue nombrado gobernador general del territorio de Kwantung. En estos años, Mutō tuvo un destacado papel en la creación del nuevo estado de Manchukuo. En una ocasión llegó a afirmar que «la construcción de Manchukuo es un gran trabajo destinado a contribuir espiritualmente a la cultura mundial...».
A comienzos de 1933 supervisó la Operación Nekka, nombre en clave para designar a la invasión de la región de Jehol. Poco después, durante aquel verano, murió inesperadamente. La versión oficial sostiene que falleció el 27 de julio de 1933, víctima de una ictericia. Pero según otras fuentes, el general Mutō supuestamente se habría suicidado mediante el ritual del seppuku, como protesta por los abusos y la corrupción que se estaban desarrollando en Manchukuo.